# Вайт-Піджен (Мічиган)
Вайт-Піджен (англ. White Pigeon) — селище (англ. village) в США, в окрузі Сент-Джозеф штату Мічиган. Населення — 1718 осіб (2020).

## Географія
Вайт-Піджен розташований за координатами 41°47′54″ пн. ш. 85°38′54″ зх. д. / 41.79833° пн. ш. 85.64833° зх. д. (41.798452, -85.648382).  За даними Бюро перепису населення США в 2010 році селище мало площу 3,65 км², з яких 3,60 км² — суходіл та 0,05 км² — водойми.

## Демографія
Згідно з переписом 2010 року, у селищі мешкали 1522 особи в 621 домогосподарстві у складі 383 родин. Густота населення становила 418 осіб/км².  Було 724 помешкання (199/км²).
Расовий склад населення:
| - 93,3 % — білих - 0,9 % — корінних американців - 0,5 % — азіатів - 0,3 % — чорних або афроамериканців - 2,6 % — осіб інших рас |

До двох чи більше рас належало 2,4 %. Частка іспаномовних становила 5,2 % від усіх жителів.
За віковим діапазоном населення розподілялося таким чином: 27,1 % — особи молодші 18 років, 57,7 % — особи у віці 18—64 років, 15,2 % — особи у віці 65 років та старші. Медіана віку мешканця становила 37,1 року. На 100 осіб жіночої статі у селищі припадало 88,8 чоловіків;  на 100 жінок у віці від 18 років та старших — 86,2 чоловіків також старших 18 років.
Середній дохід на одне домашнє господарство  становив 49 731 долар США (медіана — 41 375), а середній дохід на одну сім'ю — 56 255 доларів (медіана — 46 694). Медіана доходів становила 45 461 долар для чоловіків та 30 906 доларів для жінок. За межею бідності перебувало 18,0 % осіб, у тому числі 28,8 % дітей у віці до 18 років та 12,6 % осіб у віці 65 років та старших.
Цивільне працевлаштоване населення становило 709 осіб. Основні галузі зайнятості: виробництво — 36,4 %, освіта, охорона здоров'я та соціальна допомога — 16,6 %, роздрібна торгівля — 11,1 %, мистецтво, розваги та відпочинок — 9,9 %.